# ویبرن
ویبرن (به انگلیسی: Weyburn) یک منطقهٔ مسکونی در کانادا است که در ساسکاچوان واقع شده‌است. ویبرن ۱۵٫۷۸ کیلومتر مربع مساحت و ۱۰٬۴۸۴ نفر جمعیت دارد و ۵۶۱ متر بالاتر از سطح دریا واقع شده‌است.